# Louise Jöhncke
Lousie Jöhncke, nach Heirat Louise Tjärnqvist (* 31. Juli 1976 in Stockholm), ist eine ehemalige schwedische Schwimmerin. Sie gewann eine Bronzemedaille bei Olympischen Spielen. Bei Kurzbahnweltmeisterschaften erschwamm sie zwei Goldmedaillen, zwei Silbermedaillen und drei Bronzemedaillen. Bei Europameisterschaften erhielt sie auf der 50-Meter-Bahn zwei Goldmedaillen und sieben Silbermedaillen, auf der 25-Meter-Bahn wurde sie zweimal Dritte.

## Sportliche Karriere
Die 1,75 Meter große Louise Jöhncke schwamm für Södertörns Simsällskap in Haninge. Nach ihrem Karriereende heiratete sie den Eishockey-Olympiasieger Daniel Tjärnqvist.

### Die Jahre bis zur ersten Olympiateilnahme 1996
Jöhnckes internationale Karriere begann bei den Europameisterschaften 1993 in Sheffield. Dort gewann die schwedische 4-mal-200-Meter-Freistilstaffel mit Louise Jöhncke, Magdalena Schultz, Therese Lundin und Malin Nilsson die Silbermedaille hinter den Deutschen und vor den Britinnen. Über 200 Meter Freistil wurde Jöhncke Achte. Auch in der 4-mal-100-Meter-Freistilstaffel siegte das deutsche Quartett. Dahinter schlugen Ellenor Svensson, Linda Olofsson, Louise Jöhncke und Malin Nilsson vier Hundertstelsekunden vor den Russinnen an und erhielten auch hier Silber. Im Dezember 1993 fanden die ersten Kurzbahnweltmeisterschaften in Palma de Mallorca statt. Die schwedische 4-mal-100-Meter-Freistilstaffel mit Ellenor Svensson, Linda Olofsson, Suzanne Lööv und Louise Jöhncke wurde Zweite hinter den Chinesinnen. 1994 bei den Weltmeisterschaften in Rom trat Jöhncke in vier Disziplinen an. Nur mit der 4-mal-100-Meter-Freistilstaffel erreichte sie das Finale. Louise Jöhncke, Linda Olofsson, Ellenor Svensson und Malin Nilsson belegten in dieser Staffelentscheidung den siebten Platz mit über sechs Sekunden Rückstand auf die Bronzemedaille.
Im August 1995 bei den Europameisterschaften in Wien wurde Jöhncke Sechste über 200 Meter Freistil. Die 4-mal-100-Meter-Freistilstaffel mit Louise Jöhncke, Louise Karlsson, Linda Olofsson und Ellenor Svensson wurde Zweite hinter den Deutschen und vor den Britinnen. Ende 1995 bei den Kurzbahnweltmeisterschaften in Rio de Janeiro belegte zunächst die 4-mal-200-Meter-Freistilstaffel mit Louise Jöhncke, Josefin Lillhage, Malin Nilsson und Johanna Sjöberg den vierten Platz mit fast zwei Sekunden Rückstand auf die drittplatzierten Australierinnen. Über 200 Meter Freistil wurde Jöhncke Siebte. Die 4-mal-100-Meter-Freistilstaffel mit Johanna Sjöberg, Louise Karlsson, Linda Olofsson und Louise Jöhncke erkämpfte die Bronzemedaille mit 0,18 Sekunden Vorsprung vor den Kanadierinnen. Die 4-mal-100-Meter-Lagenstaffel belegte den vierten Platz, hier war Jöhncke nur im Vorlauf dabei.
Bei den Olympischen Spielen 1996 in Atlanta belegte Jöhncke über 200 Meter Freistil den dritten Platz im B-Finale und wurde damit Elfte der Gesamtwertung. Die schwedische 4-mal-100-Meter-Freistilstaffel mit Linda Olofsson, Louise Jöhncke, Louise Karlsson und Johanna Sjöberg belegte den fünften Platz. Die 4-mal-100-Meter-Lagenstaffel mit Therese Alshammar, Hanna Jaltner, Louise Jöhncke und Johanna Sjöberg schwamm in den Vorläufen die zehntschnellste Zeit. Die 4-mal-200-Meter-Freistilstaffel mit Louise Jöhncke, Josefin Lillhage, Åsa Sandlund und Johanna Sjöberg war die neuntbeste Staffel der Vorläufe und verfehlte den Finaleinzug nur um 0,35 Sekunden.

### Die Jahre bis zur zweiten Olympiateilnahme 2000
Im Jahr darauf bei den Kurzbahnweltmeisterschaften 1997 in Göteborg siegten in der 4-mal-100-Meter-Freistilstaffel die Chinesinnen vor den Deutschen. Dahinter erschwammen Johanna Sjöberg, Louise Karlsson, Malin Svahnström und Therese Alshammar die Bronzemedaille. Jöhncke war im Vorlauf geschwommen und erhielt ebenfalls eine Medaille. Die 4-mal-100-Meter-Lagenstaffel mit Therese Alshammar, Hanna Jaltner, Johanna Sjöberg und Malin Svahnström belegte als beste europäische Staffel den vierten Platz, auch hier war Jöhncke im Vorlauf eingesetzt worden. Die 4-mal-200-Meter-Freistilstaffel mit Johanna Sjöberg, Josefin Lillhage, Louise Jöhncke und Malin Nilsson wurde im Finale Zweite hinter den Chinesinnen. Vier Monate nach den Kurzbahnweltmeisterschaften fanden in Sevilla die Europameisterschaften auf der 50-Meter-Bahn statt. In beiden Freistilstaffeln siegten die deutschen Schwimmerinnen, dahinter gewann die 4-mal-100-Meter-Freistilstaffel mit Jöhncke, Lillhage, Alshammar und Svahnström und die 4-mal-200-Meter-Freistilstaffel mit Jöhncke, Lillhage, Sjöberg und Svahnström jeweils die Silbermedaille.
Anfang 1998 wurden die Weltmeisterschaften in Perth ausgetragen. Über 200 Meter Freistil belegte Jöhncke den zehnten Platz in der Gesamtwertung. Die 4-mal-100-Meter-Freistilstaffel mit Lillhage, Jöhncke, Alshammar und Svahnström erreichte den vierten Platz. In der 4-mal-200-Meter-Freistilstaffel wurden Jöhncke, Lillhage, Svahnström und Alshammar Fünfte. Bei den Kurzbahneuropameisterschaften 1998 in Sheffield siegte über 100 Meter Freistil die Britin Sue Rolph vor der Slowakin Martina Moravcová. Vier Hundertstelsekunden nach der Slowakin schlug Jöhncke an und war Dritte. Über 200 Meter Freistil siegte Moravcová vor der Deutschen Franziska van Almsick, Jöhncke gewann ihre zweite Bronzemedaille.
Im April 1999 wurden in Hongkong die Kurzbahnweltmeisterschaften 1999 ausgetragen. Die schwedische 4-mal-200-Meter-Freistilstaffel mit Lillhage, Jöhncke, Sjöberg und Svahnström schwamm in der Weltrekordzeit von 7:51,70 Minuten zum Titel vor den Britinnen. Über 100 Meter Freistil belegte Jöhncke den achten Platz. Mit der 4-mal-100-Meter-Freistilstaffel erreichte Jöhncke zwar das Finale, die Staffel wurde aber im Endlauf disqualifiziert. Schließlich gewann die 4-mal-100-Meter-Lagenstaffel mit Therese Alshammar, Maria Östling, Johanna Sjöberg und Louise Jöhncke die Bronzemedaille hinter den Japanerinnen und den Australierinnen. Im August bei den Europameisterschaften in Istanbul gewann Jöhncke zwei Medaillen. Svahnström, Alshammer, Jöhncke und Lillhage wurden in der 4-mal-100-Meter-Freistilstaffel genauso Zweite hinter den Deutschen wie Lillhage, Svahnström, Sjöberg und Jöhncke in der 4-mal-200-Meter-Freistilstaffel.
Im April 2000 bei den Kurzbahnweltmeisterschaften in Athen siegte die 4-mal-100-Meter-Freistilstaffel mit Jöhncke, Alshammar, Anna-Karin Kammerling und Sjöberg vor den Deutschen und den Britinnen. Ende Juni und Anfang Juli bei den Europameisterschaften in Helsinki trat Jöhncke in allen drei Staffeln an. Zunächst gewannen Jöhncke, Sjöberg, Kammerling und Alshammar als 4-mal-100-Meter-Freistilstaffel mit fast drei Sekunden Vorsprung vor den Italienerinnen. Die 4-mal-200-Meter-Freistilstaffel mit Jöhncke, Lillhage, Alshammar und Sjöberg wurde Sechste. Schließlich gewannen Alshammar, Emma Igelström, Sjöberg und Jöhncke den Titel in der Lagenstaffel. Bei den Olympischen Spielen 2000 in Sydney erreichte die 4-mal-100-Meter-Freistilstaffel mit Jöhncke, Lillhage, Svahnström und Alshammar das Finale mit der sechstbesten Zeit. Im Endlauf schwammen Jöhncke, Alshammar, Sjöberg und Kammerling fast dreieinhalb Sekunden schneller als die Vorlaufstaffel und wurden Dritte hinter den Staffeln aus den Vereinigten Staaten und aus den Niederlanden. Alle sechs beteiligten Schwedinnen erhielten eine Bronzemedaille. Über 100 Meter Freistil schwamm Jöhncke im B-Finale die fünftbeste Zeit und wurde damit 13. der Gesamtwertung. Die Lagenstaffel mit Camilla Johannsson, Emma Igelström, Johanna Sjöberg und Louise Jöhncke wies die zehntschnellste Zeit der Vorläufe aus und schied damit aus.